# Mafell
Mafell AG (Мафель АГ) — немецкий завод по производству электроинструментов для столяров и плотников. Основан в 1899 году в федеральной земле Баден-Вюртемберг. Название завода происходит от местечка, где он был основан — MAschinenfabrik FELLbach.
Первый цепнодолбежный фрезер Mafell увидел свет в 1926 году. На сегодня завод находится в городе Оберндорф-ам-Неккар, федеральная земля Баден-Вюртемберг. Коллектив завода насчитывает 280 человек, включая заводоуправление.
Mafell специализируется на прецизионных многофункциональных инструментов, в частности, она выпускает прецизионно точный присадочный фрезер под шканты DD40. Исполнение G и P. Данные модели выпускались с 2001 года, по 2018 год. В сентябре 2018 вышла обновленная модель присадочного фрезера DDF 40, которая заменила DD 40 G.